# Acco
Acco est une personnalité du peuple celte des Sénons, peuple dont le territoire est approximativement localisé dans l'actuel département de l'Yonne. Il nous est connu par trois mentions de Jules César, dans ses Commentaires sur la Guerre des Gaules. Acco trouve sa signification sans doute dans le mot gaulois « acu » qui signifie « rapide », « fougueux » donc littéralement : « le Rapide », « le Fougueux », proche des ὠκύς πόδας « ôcus podas, les « rapides pieds » » d'Achille dans l'Iliade.

## Les seuls éléments biographiques

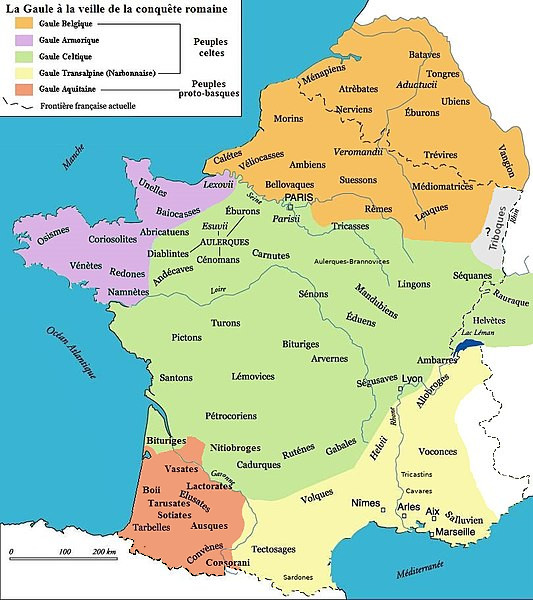
Carte des peuples celtes de Gaule.

Acco est premièrement mentionné comme « le principal auteur de la révolte », quand les Romains approchent du territoire des Sénons. Ceux-ci envoient des émissaires à César par l'intermédiaire des Éduens, qui accède à leur demande de paix en échange d'une centaine d'otages.
« À la nouvelle de son approche [celle de Jules César], Acco, le principal auteur de la révolte, ordonna que la multitude se rassemblât de toutes parts dans les places fortes ; mais avant que cet ordre pût être exécuté, on apprit l'arrivée des Romains. Forcés de renoncer à leur projet, les Sénons députèrent vers César pour demander leur pardon, et eurent recours à la médiation des Eduens, leurs anciens alliés. César, à la prière de ceux-ci, leur fit grâce et reçut leurs excuses, ne voulant pas perdre en discussions un été propre aux expéditions militaires. Il exigea cent otages, qu'il donna en garde aux Eduens. »
— Jules César, Commentaires sur la Guerre des Gaules, Livre VI, 4.
En 53 av. J.-C., César réunit l'assemblée des Gaules à Durocortorum pour châtier la révolte des Carnutes et des Sénons. Lors de ce jugement, Acco, accusé d'avoir entraîné les Carnutes, ses voisins, dans la guerre mais pas les Parisii avec lesquels jadis les Sénons formaient un même État, est condamné à mort. Il est exécuté selon le supplice à la romaine : lié à un poteau, battu de verges, il est décapité.
« Après la dévastation de ce territoire, César ramena l'armée, diminuée de deux cohortes, à Durocortorum, capitale des Rèmes, et, y ayant convoqué l'assemblée de la Gaule, il résolut de s'occuper de la conjuration des Sénons et des Carnutes. Acco, qui en avait été le chef, reçut sa sentence de mort et subit son supplice selon les anciens usages. Quelques autres prirent la fuite, dans la crainte d'un jugement.  »
— Jules César, Commentaires sur la Guerre des Gaules, Livre VI, 44.
La troisième mention d'Acco, dans les Commentaires, se situe alors que César est à Rome et que les peuples gaulois envisagent une nouvelle révolte (52 av. J.-C.)
« Les Gaulois supposent d'eux-mêmes et ajoutent à ces bruits, ce qui semblait assez fondé, « que les mouvements de Rome retiennent César, et qu'au milieu de troubles si grands il ne peut se rendre auprès de l'armée. » Excités par ces circonstances favorables, ceux qui déjà se voyaient avec douleur soumis au peuple romain commencent à se livrer plus ouvertement et plus audacieusement à des projets hostiles. Les principaux de la Gaule s'assemblent dans des lieux écartés et dans les bois ; ils s'y plaignent de la mort d'Acco ; ils se disent qu'il peut leur en arriver autant ; ils déplorent le sort commun de la Gaule ; ils offrent toutes les récompenses à ceux qui commenceront la guerre, et qui rendront la liberté à la Gaule au péril de leur vie. »
— Jules César, Commentaires sur la Guerre des Gaules, Livre VII, 1.

## Sources et bibliographie
- Venceslas Kruta, Les Celtes, Histoire et Dictionnaire, page 390, Éditions Robert Laffont, coll. « Bouquins », Paris, 2000,  (ISBN 978-2-7028-6261-2)
- John Haywood (intr. Barry Cunliffe, trad. Colette Stévanovitch), Atlas historique des Celtes, éditions Autrement, Paris, 2002,  (ISBN 978-2-7467-0187-8)
- Albert Grenier, Les Gaulois, Petite bibliothèque Payot, Paris, 1970,  (ISBN 978-2-228-88838-7)
- Danièle et Yves Roman, Histoire de la Gaule, Librairie Arthème Fayard, Paris, 1997,  (ISBN 978-2-7028-1646-2)

## Wikisource
- Jules César, Commentaires sur la guerre des Gaules, Livre VI
- Jules César, Commentaires sur la guerre des Gaules, Livre VII